# Pamidimukkala
Pamidimukkala là một trong 50 mandal thuộc huyện Krishna, bang Andhra Pradesh. it is 39 km from Vijayawada. 